# Serah
Serah est la fille d'Aser fils de Jacob. Elle entre avec son père Aser et son grand-père Jacob en Égypte.

## Famille de Serah
Serah est la fille d'Aser fils de Jacob et a pour frères Yimna, Yishva, Yishvi et Beria,,.

## Serah et Joseph
Jacob pense que son fils Joseph est mort mais les fils de Jacob donnent une harpe à Serah et jouant de cet instrument elle chante afin que Jacob comprenne que son fils Joseph est toujours vivant.

## Serah en Égypte
Serah part avec son père Aser et son grand-père Jacob pour s'installer en Égypte au pays de Goshen dans le delta du Nil.